# Giaffa antica

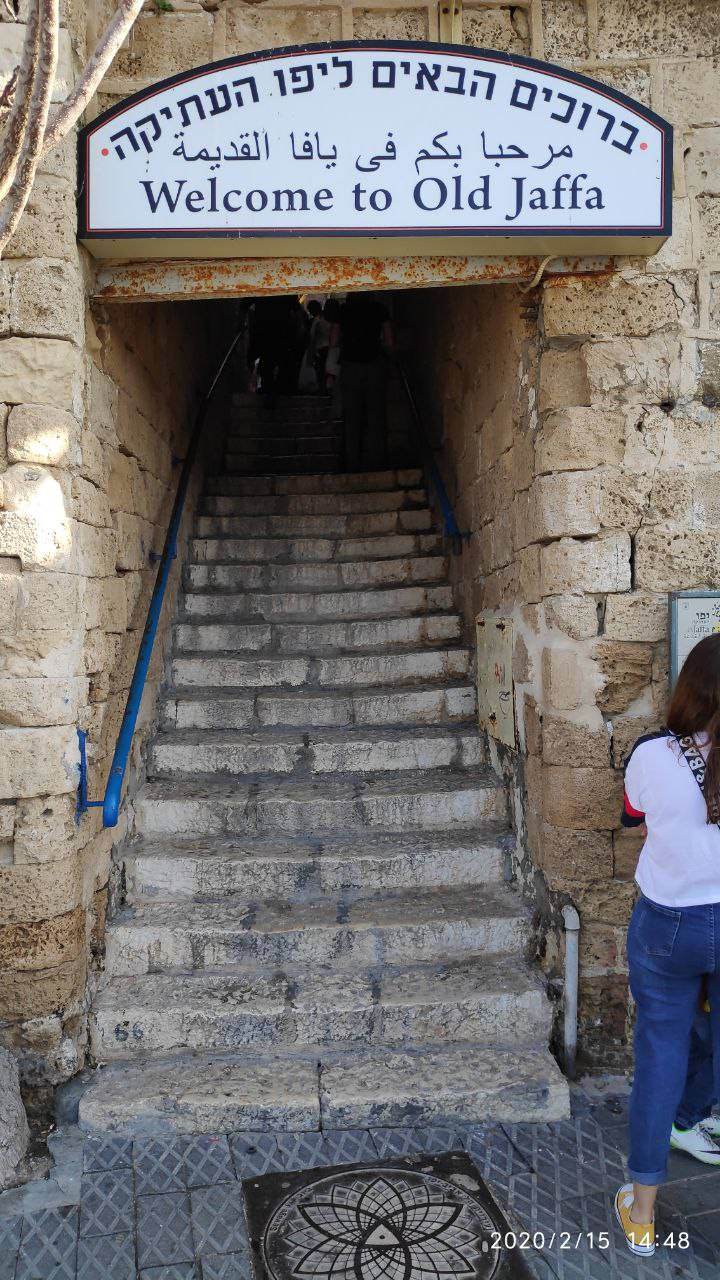
Ingresso a Jaffa antica

Giaffa antica o Giaffa Vecchia (ebraico: יפו העתיקה – Yafo antica; Arabo: يافا العتيقه – Jaffa antica o يافا القديمة – Jaffa vecchia) è il quartiere antico di Giaffa, parte di Tel Aviv.
Giaffa antica si trova a nord-ovest di Giaffa, su una collina affacciata sul Mediterraneo; vanta gallerie d'arte, ristoranti, teatri, musei e nightclub, ed è così una delle attrazioni turistiche principali di Tel Aviv. Giaffa fa parte il distretto sud-occidentale della municipalità di Tel Aviv–Giaffa.

## Luoghi ed edifici
- Zone: Porto di Jaffa, via Yefet Street^
- Musei e gallerie: Farkash Gallery, Ilana Goor Museum
- Artigianato: watchmaker Itay Noy.[2]
- Luoghi di culto: Moschea di Al-Bahr, Moschea di Mahmoudiya, Monastero di San Nicola, Chiesa di San Pietro
- Teatri: Teatro arabo-ebraico, Teatro Hasimta, Nalaga'at
- Torri: Torre dell'orologio di Jaffa, Faro di Jaffa